# وو سان هي
وو سان هي مواليد 1 يوليو 1978 في غيونغي، كوريا الجنوبية، هي لاعبة كرة يد كورية جنوبية تلعب كجناح أيمن. مثلت منتخب كوريا الجنوبية لكرة اليد للسيدات. شاركت في دورة الألعاب الأولمبية الصيفية سنة 2004. حققت المركز الأول في دورة الألعاب الآسيوية 2002.

## الميداليات
| الميدالية | المسابقة                            |
| --------- | ----------------------------------- |
| فضية      | الألعاب الأولمبية الصيفية 2004      |
| برونزية   | الألعاب الأولمبية الصيفية 2008      |
| برونزية   | بطولة العالم لكرة اليد للسيدات 2003 |
| ذهبية     | دورة الألعاب الآسيوية 2002          |
| ذهبية     | دورة الألعاب الآسيوية 2006          |
| ذهبية     | دورة الألعاب الآسيوية 2014          |
| برونزية   | دورة الألعاب الآسيوية 2010          |

## روابط خارجية
- وو سان هي على موقع الاتحاد الأوروبي لكرة اليد (الإنجليزية)
- وو سان هي على موقع أوليمبيديا (الإنجليزية)